# Henrico Drost
Henrico Drost (Kampen, 21 januari 1987) is een voormalig Nederlands profvoetballer die bij voorkeur in de verdediging speelde. Drost is de  tweelingbroer van ex-betaald voetballer Jeroen Drost.

## Clubstatistieken
| Seizoen         | Club            | Competitie      | Competitie | Competitie | Beker | Beker | Overige1 | Overige1 | Totaal | Totaal |
| Seizoen         | Club            | Competitie      | Wed.       | Dlp.       | Wed.  | Dlp.  | Wed.     | Dlp.     | Wed.   | Dlp.   |
| --------------- | --------------- | --------------- | ---------- | ---------- | ----- | ----- | -------- | -------- | ------ | ------ |
| 2005/06         | sc Heerenveen   | Eredivisie      | 12         | 0          | 1     | 0     | 5        | 0        | 18     | 0      |
| 2006/07         | sc Heerenveen   | Eredivisie      | 0          | 0          | 0     | 0     | 0        | 0        | 0      | 0      |
| 2006/07         | → Excelsior     | Eredivisie      | 30         | 1          | 0     | 0     | 4        | 0        | 34     | 1      |
| 2007/08         | sc Heerenveen   | Eredivisie      | 15         | 0          | 2     | 0     | 0        | 0        | 17     | 0      |
| 2008/09         | sc Heerenveen   | Eredivisie      | 4          | 0          | 1     | 0     | 0        | 0        | 5      | 0      |
| 2008/09         | → De Graafschap | Eredivisie      | 7          | 0          | 0     | 0     | 4        | 0        | 11     | 0      |
| 2009/10         | sc Heerenveen   | Eredivisie      | 0          | 0          | 0     | 0     | 0        | 0        | 0      | 0      |
| 2009/10         | → VVV-Venlo     | Eredivisie      | 1          | 0          | 0     | 0     | —        | —        | 1      | 0      |
| 2010/11         | RKC Waalwijk    | Eerste divisie  | 30         | 1          | 5     | 0     | —        | —        | 35     | 1      |
| 2011/12         | RKC Waalwijk    | Eredivisie      | 33         | 0          | 4     | 1     | 3        | 0        | 40     | 1      |
| 2012/13         | RKC Waalwijk    | Eredivisie      | 34         | 2          | 2     | 0     | —        | —        | 36     | 2      |
| 2013/14         | NAC Breda       | Eredivisie      | 33         | 0          | 2     | 0     | —        | —        | 35     | 0      |
| 2014/15         | NAC Breda       | Eredivisie      | 18         | 0          | 0     | 0     | 4        | 0        | 22     | 0      |
| 2015/16         | Excelsior       | Eredivisie      | 13         | 0          | 0     | 0     | —        | —        | 13     | 0      |
| 2016/17         | Excelsior       | Eredivisie      | 21         | 0          | 0     | 0     | —        | —        | 21     | 0      |
| 2017/18         | RKC Waalwijk    | Eerste Divisie  | 35         | 1          | 2     | 0     | —        | —        | 37     | 1      |
| 2018/19         | RKC Waalwijk    | Eerste Divisie  | 28         | 0          | 2     | 0     | 6        | 0        | 36     | 0      |
| 2019/20         | RKC Waalwijk    | Eredivisie      | 3          | 0          | 0     | 0     | —        | —        | 3      | 0      |
| 2020/21         | ASWH            | Tweede divisie  | 3          | 0          | 1     | 0     | —        | —        | 4      | 0      |
| 2021/22         | ASWH            | Tweede divisie  | 10         | 0          | 2     | 0     | —        | —        | 12     | 0      |
| Carrière totaal | Carrière totaal | Carrière totaal | 330        | 5          | 24    | 1     | 26       | 0        | 380    | 6      |

## Erelijst
| Competitie     |               |               |               |               |
| Competitie     | Aantal        | Jaren         |               |               |
| sc Heerenveen  | sc Heerenveen | sc Heerenveen | sc Heerenveen | sc Heerenveen |
| -------------- | ------------- | ------------- | ------------- | ------------- |
| KNVB beker     | 1x            | 2008/09       |               |               |
| RKC Waalwijk   |               |               |               |               |
| Eerste divisie | 1x            | 2010/11       |               |               |